# Форт Соммелсдейк
Форт Соммелсдейк (нидерл. Fort Sommelsdijk) — военный форт в Суринаме, построенный в XVII веке, был расположен на слиянии рек Коммевейне и Коттика.

## История
Форт Соммелсдейк был построен в 1686 году для защиты от набегов с внутренних территорий Суринама. Своё название форт получил по фамилии тогдашнего губернатора Суринама Корнелиса Ван Аэрссена Ван Соммелсдейка. В 1715 году крепость была перестроена и переоборудована, хотя уже в 1748 году потеряла своё значение как укрепление в связи с завершением строительства форта Ньив-Амстердам. В форте был размещён военный пост и больница. С 1785 до 1818 года в форте располагалась миссия и больница Моравской церкви. В 1870 году форт был заброшен. В настоящее время практически полностью разрушен.